# Puchar Świata w kombinacji norweskiej 1988/1989
Sezon 1988/1989 Pucharu Świata w kombinacji norweskiej rozpoczął się 17 grudnia 1988 w austriackim Saalfelden am Steinernen Meer, zaś ostatnie zawody z tego cyklu zaplanowano w kanadyjskim Thunder Bay, 25 marca 1989 roku. 
Zawody odbyły się w 7 krajach: Austrii, Kanadzie, Norwegii, NRD, RFN, Stanach Zjednoczonych oraz Szwecji.
Obrońcą Pucharu Świata był Austriak Klaus Sulzenbacher. W tym sezonie triumfował Norweg Trond-Arne Bredesen, który wygrał 3 z 9 zawodów.
Po raz pierwszy na podium zawodów Pucharze Świata w kombinacji norweskiej stanął polski zawodnik. Był w nim Stanisław Ustupski, który zajął 2. miejsce w Breitenwang.

## Kalendarz zawodów
| 1. | 17 grudnia 1988   | Saalfelden am Steinernen Meer | Gundersen K90/15 km                                                        | Trond-Arne Bredesen                                                        | Bård Jørgen Elden                                                          | Geir Andersen                                                              |                                                                            |                                                                            |
| 2. | 29 grudnia 1988   | Oberwiesenthal                | Gundersen K90/15 km                                                        | Knut Tore Apeland                                                          | Klaus Ofner                                                                | František Repka                                                            |                                                                            |                                                                            |
| 3. | 7 stycznia 1989   | Schonach                      | Gundersen K90/15 km                                                        | Hippolyt Kempf                                                             | Andriej Dundukow                                                           | Trond Einar Elden                                                          |                                                                            |                                                                            |
| 4. | 14 stycznia 1989  | Reit im Winkl                 | Gundersen K90/15 km                                                        | Trond-Arne Bredesen                                                        | Hippolyt Kempf                                                             | Klaus Sulzenbacher                                                         |                                                                            |                                                                            |
| 5. | 21 stycznia 1989  | Breitenwang                   | Gundersen K90/15 km                                                        | Bård Jørgen Elden                                                          | Stanisław Ustupski                                                         | Klaus Sulzenbacher                                                         |                                                                            |                                                                            |
| MŚ | 17-26 lutego 1989 | Lahti                         | Kombinacja norweska na Mistrzostwach Świata w Narciarstwie Klasycznym 1989 | Kombinacja norweska na Mistrzostwach Świata w Narciarstwie Klasycznym 1989 | Kombinacja norweska na Mistrzostwach Świata w Narciarstwie Klasycznym 1989 | Kombinacja norweska na Mistrzostwach Świata w Narciarstwie Klasycznym 1989 | Kombinacja norweska na Mistrzostwach Świata w Narciarstwie Klasycznym 1989 | Kombinacja norweska na Mistrzostwach Świata w Narciarstwie Klasycznym 1989 |
| 6. | 3 marca 1989      | Oslo                          | Gundersen K115/15 km                                                       | Trond Einar Elden                                                          | Trond-Arne Bredesen                                                        | Knut Tore Apeland                                                          |                                                                            |                                                                            |
| 7. | 11 marca 1989     | Falun                         | Gundersen K90/15 km                                                        | Trond Einar Elden                                                          | Thomas Abratis                                                             | Allar Levandi                                                              |                                                                            |                                                                            |
| 8. | 18 marca 1989     | Lake Placid                   | Gundersen K90/15 km                                                        | Trond-Arne Bredesen                                                        | Klaus Sulzenbacher                                                         | Fabrice Guy                                                                |                                                                            |                                                                            |
| 9. | 25 marca 1989     | Thunder Bay                   | Gundersen K90/15 km                                                        | Hippolyt Kempf                                                             | Xavier Girard                                                              | Trond-Arne Bredesen                                                        |                                                                            |                                                                            |

## Klasyfikacje
| Lp.   | Zawodnik            | Punkty |
| 1.    | Trond-Arne Bredesen | 119    |
| 2.    | Klaus Sulzenbacher  | 109    |
| 3.    | Hippolyt Kempf      | 94     |
| 4.    | Bård Jørgen Elden   | 89     |
| 5.    | Knut Tore Apeland   | 83     |
| 6.    | Trond Einar Elden   | 77     |
| 7.    | Allar Levandi       | 52     |
| 8.    | Andriej Dundukow    | 48     |
| 9.    | Fabrice Guy         | 47     |
| 10.   | Thomas Abratis      | 46     |
| . . . |                     |        |
| 13.   | Stanisław Ustupski  | 29     |

| Lp. | Zawodnik       | Punkty |
| 1.  | Norwegia       | 499    |
| 2.  | Austria        | 178    |
| 3.  | Francja        | 162    |
| 4.  | Szwajcaria     | 145    |
| 5.  | ZSRR           | 111    |
| 6.  | Czechosłowacja | 99     |
| 7.  | NRD            | 98     |
| 8.  | RFN            | 67     |
| 9.  | Polska         | 31     |
| 10. | Finlandia      | 29     |